# Kullipank
Kullipank ist eine unbewohnte Insel, 4,3 Kilometer von der größten estnischen Insel Saaremaa und 500 Meter von der Insel Vilsandi entfernt. Die 0,12 Hektar große Insel liegt in der Landgemeinde Saaremaa im Kreis Saare. Sie gehört zu den Vaika-Inseln im Nationalpark Vilsandi.